# مصفوفة مربعة

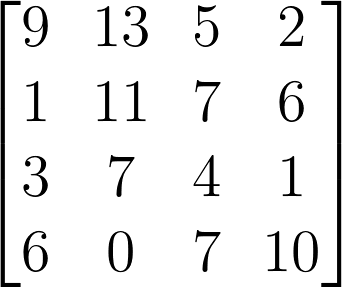
مصفوفة مربعة من الرتبة الرابعة. المداخل a_{ii} تُكون القطر الرئيسي لمصفوفة مربعة. على سبيل المثال، القطر الرئيسي للمصفوفة من الرتبة الرابعة المعرفة أعلاه يحتوي على العناصر a_{11} = 9, a_{22} = 11, a_{33} = 4, a_{44} = 10.

في الرياضيات، مصفوفة مربعة (بالإنجليزية: Square matrix)‏ هي مصفوفة عدد أعمدتها يساوي عدد سطورها. إذا كانت لمصفوفتين نفس الرتبة (أي نفس البُعد)، فإنه يصير ممكنا جمعهما وضربهما.
عادة ما تستعمل المصفوفات المربعة من أجل تمثيل التحويلات الخطية البسيطة، من قبيل القص أو الدوران. على سبيل المثال، إذا كانت {\displaystyle R} مصفوفة مربعة ممثلة لدوران (مصفوفة دوران) وكانت {\displaystyle v} متجهة عمودا، مبينةً لوضعية نقطة في الفضاء، فإن الجداء {\displaystyle Rv} يمثل متجهة أخرى تعطي وضعية تلك النقطة بعد ذلك الدوران.
{\displaystyle \mathbf {A} ={\begin{bmatrix}9&13&5&2\\1&11&7&6\\3&7&4&1\\6&0&7&10\end{bmatrix}}.}

## أنواع خاصة

### المصفوفة القطرية والمصفوفة المثلثية
| الاسم              | مثال حيث n = 3                                                                                  |
| ------------------ | ----------------------------------------------------------------------------------------------- |
| مصفوفة قطرية       | {\displaystyle {\begin{bmatrix}a_{11}&0&0\\0&a_{22}&0\\0&0&a_{33}\end{bmatrix}}}                |
| مصفوفة مثلثية سفلى | {\displaystyle {\begin{bmatrix}a_{11}&0&0\\a_{21}&a_{22}&0\\a_{31}&a_{32}&a_{33}\end{bmatrix}}} |
| مصفوفة مثلثية عليا | {\displaystyle {\begin{bmatrix}a_{11}&a_{12}&a_{13}\\0&a_{22}&a_{23}\\0&0&a_{33}\end{bmatrix}}} |
إذا كانت جميع مداخل المصفوفة غير الموجودة على القطر الرئيسي (القطر الممتد من الأعلى يسارا إلى الأسفل يمينا) مساوية للصفر، فإن المصفوفة تسمى مصفوفة قطرية.
إذا كانت جميع مداخل المصفوفة الواقعة فوق القطر الرئيسي، وليس فيه، مساوية للصفر، أو كانت جميع مداخل المصفوفة الواقعة تحت القطر الرئيسي، وليس فيه، مساوية للصفر، فإن المصفوفة تسمى مصفوفة مثلثية.

## العمليات على المصفوفات المربعة

### الأثر
أثر مصفوفة مربعة A، والذي قد يرمز إليه ب (tr(A، هو مجموع مداخل المصفوفة الواقعة على القطر الرئيسي. بينما جداء مصفوفتين غير تبادلي، فإن أثر جداء مصفوفتين لا يختلف إذا غُير ترتيب المصفوفتين في الجداء. أي أن:
{\displaystyle \operatorname {tr} (AB)=\operatorname {tr} (BA).}
{\displaystyle \operatorname {tr} (AB)=\sum _{i=1}^{m}\sum _{j=1}^{n}A_{ij}B_{ji}=\operatorname {tr} (BA).}
أيضا، أثر مصفوفة يساوي أثر منقولتها.
{\displaystyle \operatorname {tr} (A)=\operatorname {tr} (A^{\mathrm {T} }).}

### المحدد

تحويل خطي على R^{2} مبينا بواسطة المصفوفة أعلاه. محدد هذه المصفوفة هو −1, as the area of the green parallelogram at the right is 1, but the map reverses the orientation, since it turns the counterclockwise orientation of the vectors to a clockwise one.

{\displaystyle \det {\begin{bmatrix}a&b\\c&d\end{bmatrix}}=ad-bc.}

### القيم الذاتية والمتجهات الذاتية
{\displaystyle \det({\mathsf {A}}-\lambda {\mathsf {I}})=0.\ }<ref>
1. ↑  "معلومات عن مصفوفة مربعة على موقع mathworld.wolfram.com". mathworld.wolfram.com. مؤرشف من الأصل في 2018-08-29.
2. ↑  "معلومات عن مصفوفة مربعة على موقع babelnet.org". babelnet.org. مؤرشف من الأصل في 2019-12-13.
3. ↑  "معلومات عن مصفوفة مربعة على موقع zthiztegia.elhuyar.eus". zthiztegia.elhuyar.eus. مؤرشف من الأصل في 2019-12-13.